# Cúmulo abierto M48
Messier 48 (también conocido como M48 o NGC 2548) es un cúmulo abierto en la constelación Hydra. Fue descubierto por Charles Messier en 1771. El M48 es visible a simple vista bajo buenas condiciones atmosféricas. Su edad está estimada en unos 300 millones de años.